# 索爾茲伯里平原 (英國)
索爾茲伯里平原（英語：Salisbury Plain）是一片位於英格蘭中南部之西南部的一個白堊岩平原。

## 概述
索爾茲伯里平原佔地300平方英里（780平方公里）。它是遍布英格蘭東部和南部的白堊岩丘陵系統的一部分，由白堊群的岩石形成，大部分位於威爾特郡縣境內，但延伸至漢普郡。
索爾茲伯里平原以其豐富的考古學發現而聞名，其中包括英格蘭最著名的地標之一：巨石陣。索爾茲伯里平原大片地區用於軍事訓練，因此這片人煙稀少的平原是西北歐最大的鈣質草原。此外，索爾茲伯里平原上還有耕地，以及少量的山毛櫸樹和針葉林。其最高點是伊斯頓山。
索爾茲伯里平原的邊界從未被真正界定過，對其確切面積存在一些不同意見。周圍的河谷以及河谷之外的其他丘陵和平原大致界定了它的邊界。北邊的丘陵陡坡俯瞰著皮尤西谷(Vale of Pewsey)，西北部則是布里斯托的雅芳河。懷伊河流向西南，伯恩河流向東部。漢普郡雅芳河穿過平原的東半部，而在南部，平原逐漸消失。